# قاعة مدينة قبة طوكيو

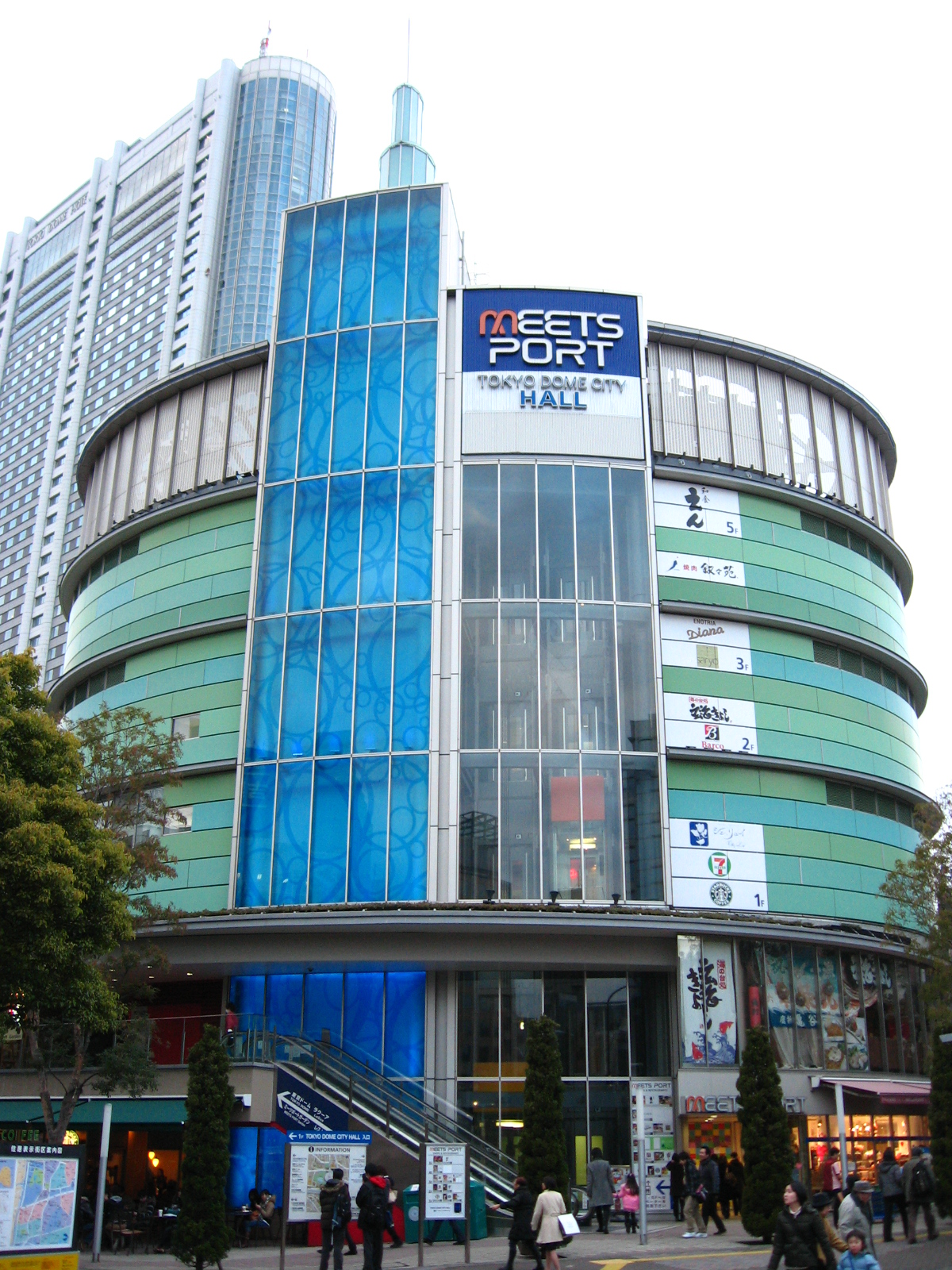
منظر خارجي لقاعة مدينة قبة طوكيو.

قاعة مدينة قبة طوكيو هي منشأة متعددة الأغراض، يقام عليها العروض الرياضة وعروض الأزياء والسيرك والموسيقى الحية. تقع القاعة في طوكيو عاصمة اليابان، وبالتحديد تقع القاعة داخل مدينة قبة طوكيو. تقع القاعة في الركن المقابل من قبة طوكيو، وتستضيف مجموعة متنوعة من الأحداث في أي وقت، بما في ذلك الملاكمة والحفلات الموسيقية الحية. تم شراء حقوق تسمية القاعة من قِبل مكتب الائتمان الياباني وهي شركة بطاقات ائتمان، لذلك تم افتتاحها باسم قاعة جي سي بي في الفترة من 19 مارس 2008 إلى 30 مارس 2011.
المبنى يعرف أيضًا باسم قاعة ميتسوبوتو، هو منشأة تجارية. قاعة جي سي بي هي الجزء الموجود تحت الأرض من مجمع ميتسوبوتو، وهو الموقع الرئيسي لمعظم الأحداث الكبرى التي تقام على الهواء مباشرة. لعبت العديد من الفرق والفنانين في المكان، بما في ذلك كولدبلاي في عام 2014، لأحد التواريخ في جولة غوست سيرياس، وغيرها الكثير.
على الرغم من أن معظم الفعاليات الرياضية تقام في قبة طوكيو، إلا أن قاعة جي سي بي تُعد واحدة من الأماكن الرئيسية في مدينة قبة طوكيو للأحداث الرياضية الأصغر، مثل الملاكمة وليثوي والمصارعة وبعض فنون القتال المختلطة. كما سيكون الموقع المستقبلي لمعظم فعاليات السيرك الصغير. هناك أيضًا مجموعة متنوعة من خيارات الطعام المتاحة في طوابق متعددة من المجمع. كما استضافة الساحة مسابقة ملكة جمال اليابان الدولية في عام 2016، وقد استضافت الساحة ملكة جمال اليابان الدولية 2017 في 25 أكتوبر 2016. ومسابقة ملكة جمال العالم الدولية 2016، وملكة الجمال الدولية 2016 في 27 أكتوبر 2016، وملكة الجمال الدولية 2017 يوم 14 نوفمبر وعام 2017 وملكة جمال الدولية 2018 في 9 نوفمبر 2018 وملكة جمال الدولية 2019 في 12 نوفمبر 2019.

## المكان
تقع الصالة مع بقية مرافق مجمع قبة طوكيو، بالقرب من المحطات على خط جي آر شو-سوبو، وخط توي ميتا، وخط مارونوشي، وخط نانبوكو.

## المرافق
يمكن أن تتسع قاعة جي سي بي لحوالي 3.100 شخصًا دائمًا، على الرغم من أن هذا الرقم يختلف باختلاف مخططات الجلوس للمناسبات المختلفة. على سبيل المثال تم إعداد المسرح بطريقة تجعل مقاعد الموضة أقل من 1600 مقعدًا خلال عروض الأزياء. نظرًا لأن المجمع جديد تمامًا، إلا أن قاعة جي سي بي بها نظام صوتي حديث، مزود بجدار صوتي ممتص للصوت. المقاعد في المجمع مصممة للراحة أيضًا. تم إعداد المرحلة بطريقة متعددة الجوانب للغاية، ويمكن إيقافها اعتمادًا على الحدث. على سبيل المثال عندما يتم تشغيل السيرك فإنهم يميلون إلى استخدام شكل دائري، ولكن عندما يتم تشغيل حفلة موسيقية يتم تحويل المسرح إلى شكل مستطيل. عندما تحدث مباراة ملاكمة يمكن إزالة الجزء الخلفي من المسرح لشغل مقاعد إضافية.

## وصلات خارجية
- الصفحة الرسمية لقاعة مدينة قبة طوكيو
- الصفحة الرئيسية لمدينة قبة طوكيو